# Itasca (Texas)
Itasca è un centro abitato degli Stati Uniti d'America situato nella contea di Hill dello Stato del Texas.
La popolazione era di 1.644 persone al censimento del 2010.

## Geografia fisica
Itasca è situata a 32°09′31″N 97°08′52″W (32.158509, -97.147852), nel nord del Texas centrale.
Secondo lo United States Census Bureau, ha un'area totale di 1,2 miglia quadrate (3,1 km²).

## Società

### Evoluzione demografica
Secondo il censimento del 2000, c'erano 1.503 persone, 549 nuclei familiari e 384 famiglie residenti nella città. La densità di popolazione era di 1.242,9 persone per miglio quadrato (479,6/km²). C'erano 612 unità abitative a una densità media di 506,1 per miglio quadrato (195,3/km²). La composizione etnica della città era formata dal 64,54% di bianchi, il 17,03% di afroamericani, lo 0,47% di nativi americani, lo 0,07% di asiatici, il 16,10% di altre razze, e l'1,80% di due o più etnie. Ispanici o latinos di qualunque razza erano il 26,41% della popolazione.
C'erano 549 nuclei familiari di cui il 32,6% aveva figli di età inferiore ai 18 anni, il 51,0% aveva coppie sposate conviventi, il 13,7% aveva un capofamiglia femmina senza marito, e il 29,9% erano non-famiglie. Il 25,3% di tutti i nuclei familiari erano individuali e il 13,1% aveva componenti con un'età di 65 anni o più che vivevano da soli. Il numero di componenti medio di un nucleo familiare era di 2,63 e quello di una famiglia era di 3,17.
La popolazione era composta dal 26,2% di persone sotto i 18 anni, il 10,0% di persone dai 18 ai 24 anni, il 26,3% di persone dai 25 ai 44 anni, il 19,4% di persone dai 45 ai 64 anni, e il 18,1% di persone di 65 anni o più. L'età media era di 36 anni. Per ogni 100 femmine c'erano 98,3 maschi. Per ogni 100 femmine dai 18 anni in giù, c'erano 97,3 maschi.
Il reddito medio di un nucleo familiare era di 30.050 dollari e quello di una famiglia era di 34.241 dollari. I maschi avevano un reddito medio di 26.200 dollari contro i 22.045 dollari delle femmine. Il reddito pro capite era di 13.443 dollari. Circa il 15,2% delle famiglie e il 20,0% della popolazione erano sotto la soglia di povertà, incluso il 29,6% di persone sotto i 18 anni e il 17,2% di persone di 65 anni o più.